# François de Fossa
François de Fossa (31 de agosto de 1775, Perpiñán - 1849) fue un guitarrista y compositor francés del romanticismo.
Su padre, llamado como él, fue uno de los historiadores más importantes de la región francesa del Rosellón. Viajó a México en los años 1790. Tradujo el método de Dionisio Aguado al francés e hizo los arreglos necesarios para su publicación en París

## Obra
- Recuerdo, pieza corta para guitarra sola dedicada a Aguado.
- Tres Gry Duos based on the works of Haydn.
- Quinta Fantasía sobre el aire “Les Follies d’Espagna” Op. 12
- Trío Op. 18 n.º 1 en La mayor para violín, guitarra y `chelo.

I. Allegro non tanto
II. Largo cantabile
III. Minuetto: Poco presto
IV. Rondo: Allegretto
- Trío Op. 18 n.º 2 en Sol mayor para violín, guitarrara y `chelo.

I Allegro
II. Adagio
III. Minuetto: Allegretto
IV. Finale: Allegro
- Trío Op. 18 n.º 3 en F amayor para violín, guitarra y `chelo.

I. Allegro
II. Romance: andante sostenuto
III. Minuetto: Allegro
IV. Finale: Allegro

## Discografía
- Carlo Marchione Toca Aguado y de Fossa.
- FOSSA: Tríos de guitarra, Op. 18. Naxos.

- Datos: Q176648
- Multimedia: François de Fossa / Q176648